# Voltmetru

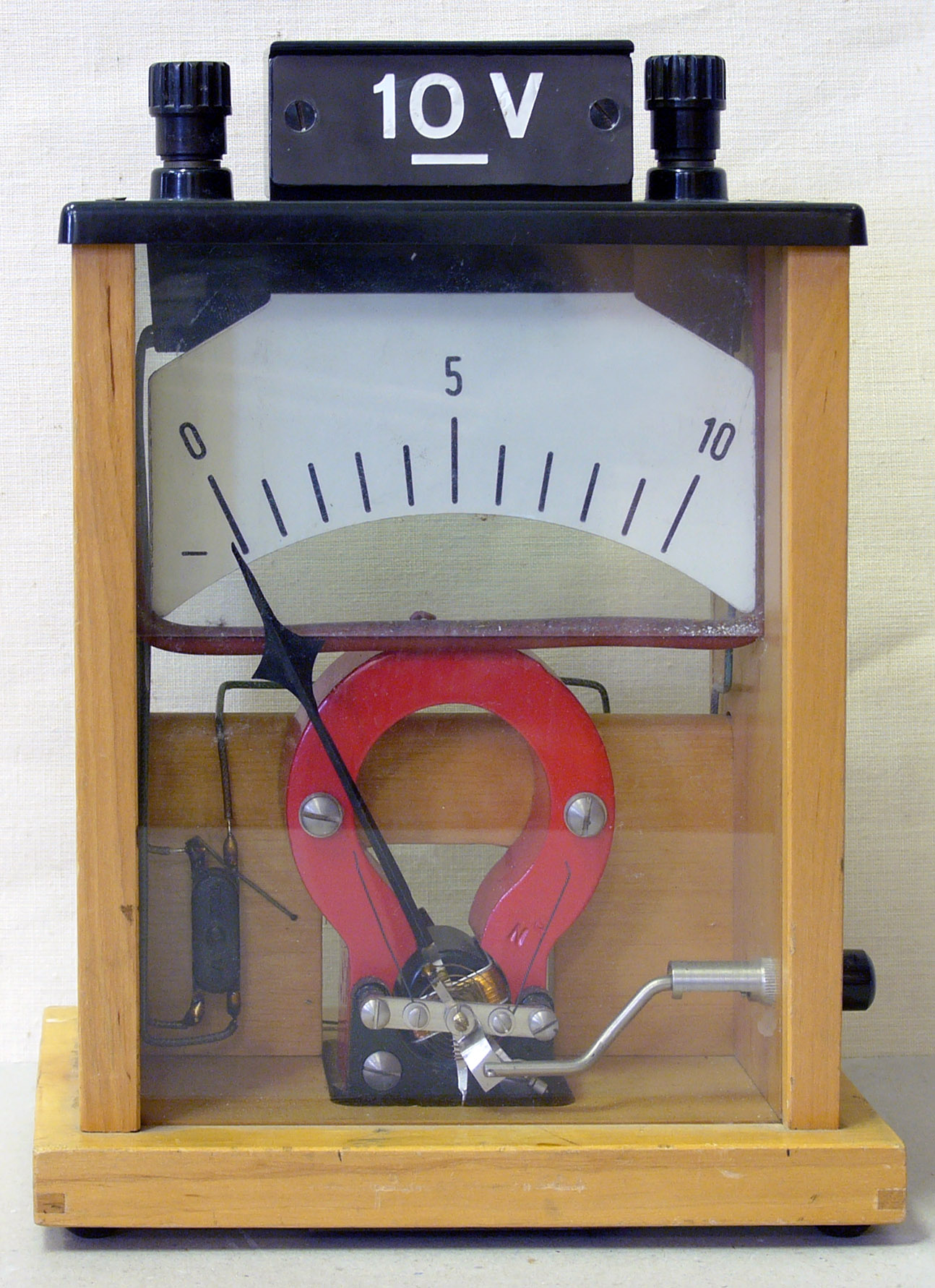
Voltmetru demonstrativ de la o clasă de fizică

Voltmetrul este un aparat electric de măsură folosit pentru măsurarea mărimilor tensiune electrică sau diferența de potențial electric dintre două puncte ale unor circuite electrice. După modul de afișare pot fi analogice și digitale (afișaj electronic).
Voltmetrele analogice sunt compuse din dispozitive de măsură propriu-zise, la care pentru extinderea domeniului de măsură sau/și divizarea în game de măsură sunt incluse în construcție rezistori adiționali și divizoare de tensiune.
Funcționarea voltmetrelor se bazează pe legea lui Ohm. 

## Voltmetre electronice analogice

Un galvanometru d'Arsonval cu bobină mobilă utilizabil ca voltmetru prin inserarea unor rezistori adiționali.
Firul roșu transportă curentul de interes.
Resortul care contracarează momentul de răsucire este prezentat în verde.
N și S sunt polii nord and sud ai magnetului.

În prezent voltmetrele analogice (cu ac indicator) nu se mai fabrică, locul lor fiind luat aproape în totalitate de către voltmetrele digitale (numerice), cele analogice găsindu-se încă în număr mare atât în tehnica de laborator cât și în instrumentația industrială mai veche.

## Caracteristici de bază ale voltmetrelor
Voltmetrele electronice au sensibilitate mult mai mare decât voltmetrele analogice datorită rezistenței lor electrice de intrare mult mai mari, dar sunt mai complicate și (uneori) mai vulnerabile la perturbații electromagnetice. În literatura tehnică de prezentare (prospecte) caracteristicile voltmetrelor sunt clasificate în:
- caracteristici de intrare
- caracteristici de transfer
- caracteristici de ieșire
- caracteristici generale

### Caracteristici de intrare
a) Rejecția semnalelor parazite. 
Tensiunile parazite de mod comun (Vcm) se combat (rejectează) în voltmetre prin mijloace de întrerupere a buclei de masă, sau prin utilizarea de intrări diferențiale.
Tensiunile parazite de mod serie (Vms) se combat prin micșorarea la maxim a cuplajelor parazite, - inductive, capacitive și de filtrare.
Tensiuni parazite captate prin blocuri de alimentare. Acestea se datorează diverselor comutări în schema (regimul) rețelei electrice de forță cu consumatori de energie de putere mare (porniri de motoare, cuptoare electrice de arc, acționări electrice prin tiristoare etc.). Tensiunile parazite captate prin blocul de alimentare se combat prin filtru de rețea, transformator de alimentare ecranat și decuplări galvanice (transformatoare de separare).
b) Tipuri de intrări la VE alimentate la rețea. 
După poziția electronică a carcasei AM (ecran exterior) precum și a altor ecrane interioare față de bornele între care se aplică Ux există intrări cu 2, 3 sau 4 borne, fiecare cu avantajele și dezavantajele lor.
Intrarea cu 2 borne. Este cel mai simplu și cel mai economic sistem de intrare, însă nu permite măsurări flotante (adică măsurări pe obiecte ce nu au punct de masă, cum este cazul măsurării tensiunii de colector la tranzistoare). Totuși, intrarea cu 2 borne este mult mai utilizată la VE, mai ales în RF (radiofrecvență), la osciloscoape și la generatoare de forme de semnal.
Intrarea cu 3 borne. La aceasta, bornele de legătură sunt flotante, adică ambele borne de intrare pentru tensiunea de măsurat (Ux) sunt izolate (Riz) față de carcasa CM, care este legată la pământ. Acest tip de intrare numită și intrare flotantă, permite măsurarea tensiunilor pe obiecte de măsură (OM) ce nu au ieșire la masă (bornă de masă), fără a forma o buclă de masă.
Intrarea flotantă se întâlnește în toate multimetrele numerice alimentate la rețea, la indicatoarele de nul (electronice) pentru punți de măsură, la unele milivoltmetre analogice de mare sensibilitate, la unele OC, la unele generatoare de AF și la unele înregistratoare electrice.
Intrarea diferențială. Este tot o intrare cu 3 borne, la care însă rejectarea lui Vmc se face prin scădere și nu prin întreruperea buclei de masă.
De aceea, acest tip de intrare nu este potrivit pentru VE de laborator, însă este bun pentru indicatoarele de nul și mai ales pentru AM din instrumentația industrială, unde de regulă un aparat de măsură (AM) lucrează numai pentru un singur obiect de măsură, OM.
Față de intrarea flotantă, intrarea diferențială este mai simplă și mai ieftină și de aceea este preferată de instrumentația industrială.
Intrarea cu 4 borne sau intrarea cu bornă de gardă. La acesta, în afară de  cele două normale borne de intrare, există și o a treia bornă, izolată - borna de gardă (G). Însă intrarea cu 4 borne crește foarte mult prețul de cost și de aceea o asemenea intrare se utilizează numai la AM speciale ca electrometre de mare sensibilitate precum și la unele AM din instrumentația industrială sau din radiocomunicații.
c) Tensiuni nominale (game).
Ca și la multimetrele pasive, gamele de tensiuni nominale sunt în succesiunea 1,3,10,adică din 10 în 10 dB.
d) Impedanță de intrare. 
Spre deosebire de multimetrele pasive, la VE, impedanța de intrare este constantă și este mult mai mare.

### Caracteristici de transfer
Din rândul acestora se examinează aici sensibilitatea, rezoluția, precizia și banda de frecvențe.
a) Sensibilitatea. 
În ultimii ani, conținutul acestei noțiuni a fost trecut de la sensul inițial:S=d/dX la cel de treaptă de sensibilitate (gamă), pentru ca în literatura de prospect actuală să capete sensul de cea mai mică valoare măsurabilă pe treapta (gama) cea mai sensibilă.
b) Rezoluția. 
Reprezintă cea mai mică fracțiune de măsurat care poate fi afișată pe scara gradată la un aparat de măsură, AM. Ca parametru cantitativ rezoluția se definește numai pentru AM cu afișare discretă cum sunt afișarea numerică și cea analogică cu LED-uri.
c) Precizia. 
În prezent, precizia de măsurare a multimetrelor electronice se exprimă prin doi termeni de eroare: a % de citire (ct + b %) din cap de scară (cs), adică (εt = eroare totală) exprimare ce pare mai adecvată decât cea bazată pe un indice de clasă unic.
Termenul a % ct provine din erori sistematice survenite la măsurare, ca: neconcordanța dintre treptele de sensibilitate, modificare a amplificării, toleranță la montarea scării gradate etc.
Termenul b % cs provine din erori întâmplătoare și erori maximale ca: frecarea în lagăre la instrumentul (cu ac indicator) de ieșire, derivă termică, curenți de decalaj, zgomote intrinseci și exterioare etc.

### Caracteristici de ieșire
Din rândul acestor caracteristici se examinează aici tipul de afișare și ieșirea de semnal. 
a) Tipuri de afișare analogică
Afișarea analogică cu ac (deplasarea unui ac indicator în fața unei scări gradate) are avantajul că permite operatorului să-și dea seama rapid de tendința de evoluție a mărimii de măsurat (Ux) și dacă aceasta se află în limitele normale (sau nu) pentru procesul controlat, lucru important mai ales când este vorba de instalații de măsură și control (din industrie, comunicații, avioane, vapoare etc.). În plus, afișarea analogică permite realizarea de AM cu scară neliniară ca, de exemplu, scară în dB (decibeli) mult utilizată în telecomunicații și în electrocaustică.
Însă, afișarea analogică obligă pe operator să interpoleze, ceea ce duce la apariția unei erori de citire și de aceea, nu este potrivită pentru măsurători de precizie. În plus, în cazul multimetrelor (mai multe scări pe același cadran) apare și riscul citirii mărimii măsurate pe o altă scară decât cea corespunzătoare.
Performanțe și limite la afișarea cu ac indicator. Acest tip de afișare este foarte simplu (cel mai simplu și cel mai vechi), are consum foarte redus (sub 1 mA) însă prezintă erori de paralaxă, este perturbat electrostatic (acul) iar instrumentul respectiv nu poate funcționa decât într-o singură poziție (verticală, orizontală etc.) stabilă și are robustețe redusă la șocuri mecanice și vibrații.
Afișarea analogică cu LED-uri. Este de dată mai recentă și, față de cea cu ac indicator, prezintă unele avantaje importante: nu are parte mecanică mobilă, are geometrie rectilinie, nu depinde de poziția de funcționare (orizontalitate) și nici de șocuri mecanice și vibrații, nu este perturbată electrostatic, este lipsită de erori de paralaxă (la citirea indicației), are viteză mare de răspuns și dimensiuni totale mult mai reduse decât la afișarea cu ac indicator, însă este mai scumpă, are consum propriu mult mai mare, iar mecanismul de măsură este mai complicat și adesea mai scump.
b) Ieșirea de semnal, (IS).
Ieșirea de semnal la voltmetrele electronice permite conectarea simultană a unui înregistrator sau utilizarea VE numai ca amplificator, adică extindere a  posibilităților de utilizare a unui VE. Tensiunea pe borna IS (tipică 100mV) se specifică în prospectul de prezentare al aparatului respectiv.

## Voltmetre electronice de c.c.

### Scurt istoric
Voltmetrele electronice de curent continuu (VEC) construite până în anii 1970, sunt de tipul: cu punte de triode sau cu tranzistoare cu efect de câmp. Ambele variante constructive, oferă o rezistență de intrare suficient de bună, dar necesita reglaj de zero electric și au sensibilitate redusă; de aceea aceste tipuri de fabricare au fost părăsite complet în favoarea celor cu amplificatoare operaționale integrate. Acestea asigură o rezistență la fel de bună și în plus au o sensibilitate mult mai mare cum și o precizie mai bună.

### Milivoltmetre electronice de c.c.
Sunt alcătuite pe baza unuia sau mai multor amplificatoare operaționale, AO, conectate  între ele în așa fel, încât să permită amplificarea lui Ux, tensiunea de măsurat, cât și realizarea unei impedanțe de intrare mari.